# Tobarra
Tobarra er en by og kommune i det sydøstlige Spanien i provinsen Albacete. Den har et indbyggertal på 7.947 (2024) indbyggere.